# Cantó d'Istre Sud
El cantó d'Istre Sud és un cantó francès del departament de les Boques del Roine, situat al districte d'Istre. Té 2 municipis i part del d'Istre.

## Municipis
- Fòs
- Istre, comprenent els barris Centre, Les Echoppes, Rassuen, Pont de Canadel, Le Boulingrin, Saint Félix, Les Gargouilles, Grande Conque, Les Quatre Vents, Prépaou i Trigance.
- Sant Mitre dei Barris

| Data d'elecció                           | Identitat         | Partit | Qualitat |
| ---------------------------------------- | ----------------- | ------ | -------- |
| 1964-1976                                | M. Porte          | PCF    |          |
| 1976-1982                                | M. Rossi          | PCF    |          |
| 1982-1988                                | Jacques Siffre    | PS     |          |
| 1988-2008                                | Bernardin Laugier | PS     |          |
| 2008-                                    | René Raimondi     | PS     |          |
| les dades anteriors no són pas conegudes |                   |        |          |